# Edifici de la Balmesiana
L'Edifici de la Balmesiana, o simplement La Balmesiana, es troba als carrers de Duran i Bas, de les Magdalenes i de Montsió de Barcelona i està catalogat com a bé amb elements d'interès (categoria C). És la seu de la Fundació Balmesiana, una institució eclesiàstica dedicada a la difusió de la cultura catòlica en general i de l'ideari del filòsof i del teòleg vigatà Jaume Balmes i Urpià.

## Història i descripció
La seu de la Balmesiana és un conjunt de dos edificis contigus, construïts en dues fases i que conserven i reutilitzen alguns dels elements dels antics casals sobre els quals es bastiren, com ara algunes llindes de portes, algunes finestres o unes valuoses pintures murals del segle xiii. Tots dos foren projectats per l'arquitecte Joan Rubió i Bellver, deixeble i col·laborador de Gaudí.
Les façanes exteriors tenen un aire de castell medieval o d’edifici romànic: els carreus de pedra, la torre de merlets, les galeries triforades amb arcs de mig punt. La façana posterior dona al carrer de Montsió i presenta un portal de mig punt amb una imatge de Santa Teresa de Jesús, obra de Josep Maria Camps i Arnau. Els patis interiors, en canvi, imiten els palaus gòtics. Les façanes interiors estan decorades amb pintures al fresc de Darius Vilàs, que recreen escenes evangèliques.

### Primer edifici
Va ser construït entre 1919 i 1923 per a albergar la seu del Foment de Pietat Catalana, una entitat fundada el 1909 per Eudald Serra i Buixó i dedicada a l'edició de llibres religiosos en català. El 1934, es va fer una petita ampliació a la cantonada dels carrers de Duran i Bas i de les Magdalenes.
Té planta baixa i tres pisos i s'articula entorn d’un pati interior al qual aboquen les diverses sales, entre les quals la sala de juntes. En el pati central hi ha un balcó de fusta llaurada en forma de tribuna. A la planta principal d’aquest edifici hi hagué la Biblioteca Balmesiana, fundada el 1923 i en la qual hi havia, entre d'altres llibres d'espiritualitat, uns 150 volums de la col·lecció particular de Jaume Balmes. La biblioteca fou traslladada al nou edifici contigu per construir en el recinte la sala d'actes i la residència de l'administrador de la casa. En els pisos més alts hi ha la seu de l’Editorial Balmes i la residència del conserge.

### Segon edifici
L'ampliació de la seu es va poder realitzar gràcies a l'aportació de l'antiga Casa Montaner, propietat de Dolors de Càrcer i de Ros, marquesa de Castellbell, i valorada en 325.000 pessetes, al capital de la societat anònima Balmes. Les obres van començar el 1928, però van quedar interrompudes per la Guerra Civil i no es van poder concloure fins a l'any 1940. A la planta baixa hi ha la Llibreria Balmesiana; a pis principal hi ha la gran sala d'actes i la imponent capella, de regust modernista; al segon pis, l'actual biblioteca i en el tercer hi havia hagut una residència sacerdotal.

### Capella
La capella, obra també de Joan Rubió i Bellver, presenta un estil que barreja elements neoromànics i neogòtics amb altres d'inspiració bizantina i modernista, com la gran làmpada de fusta i vidre que presideix la sala.
Està presidida per un retaule i una crucifixió, obra de Josep Llimona, com també ho són les figures que decoren les nervadures. A banda i banda del Sant Crist hi ha les imatges de la Mare de Déu i Sant Joan, obra de Josep Maria Camps i Arnau i l'efecte de la sala es completa amb vitralls a banda i banda del retaule i al cimbori, Un conjunt de làmpades suspeses del sostre i un gran llum modernista completen la decoració del lloc. El sagrari va ser dissenyat per Eugenio Pedro Cendoya. Els dos altars laterals, de marbre, estan dedicats a la Mare de Deu de Montserrat i a Santa Teresa de l'Infant Jesús.

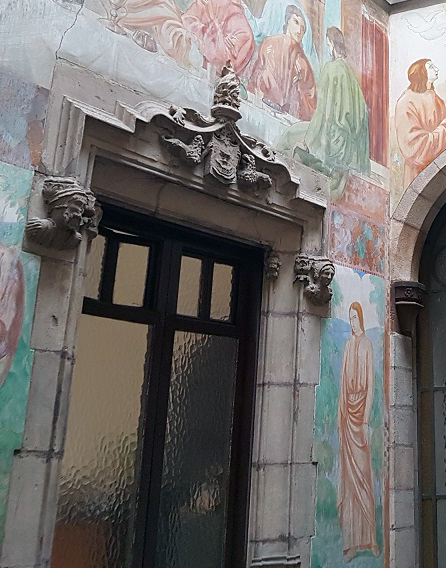
Finestra reaprofitada
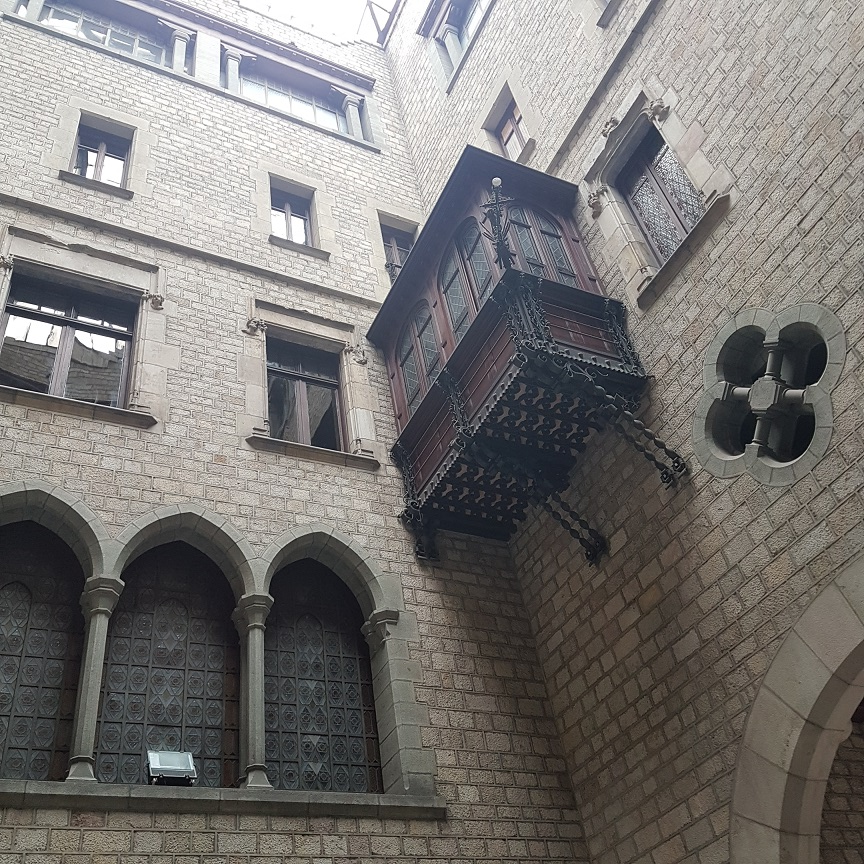
Balcó-tribuna al pati interior
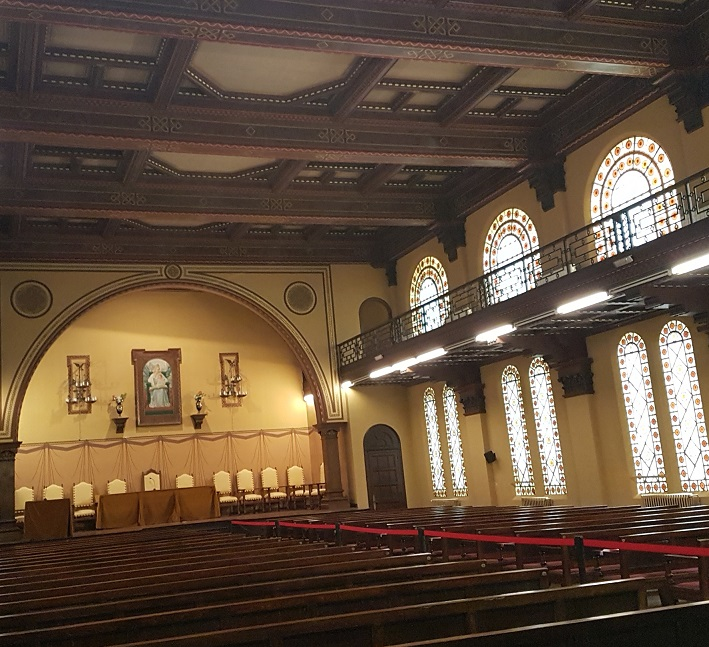
Sala d'Actes
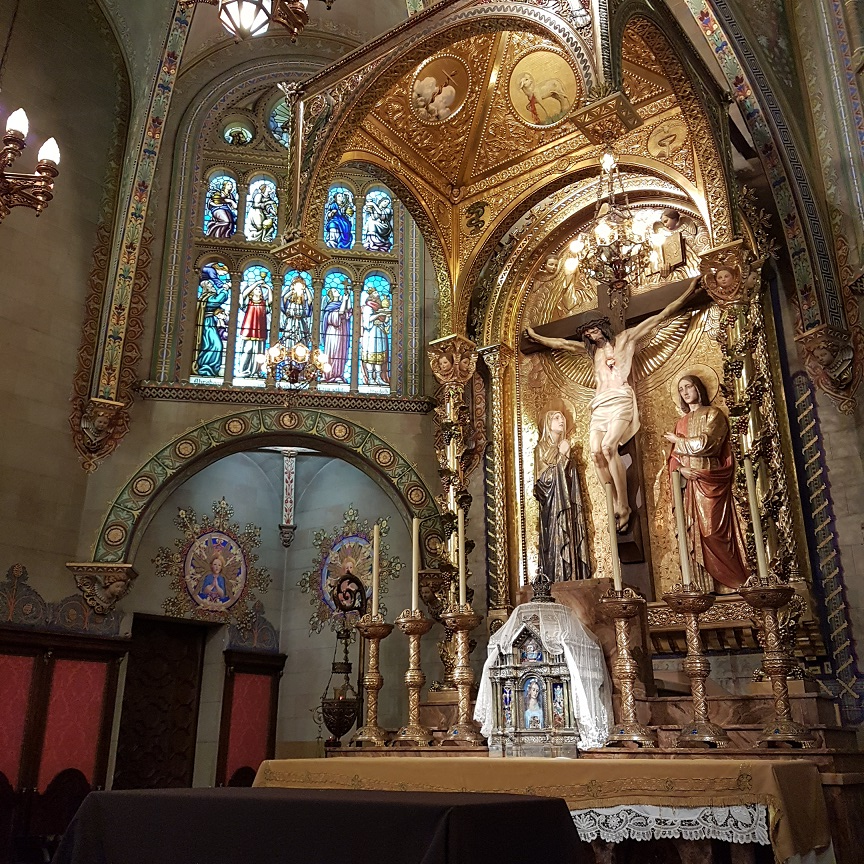
Retaule
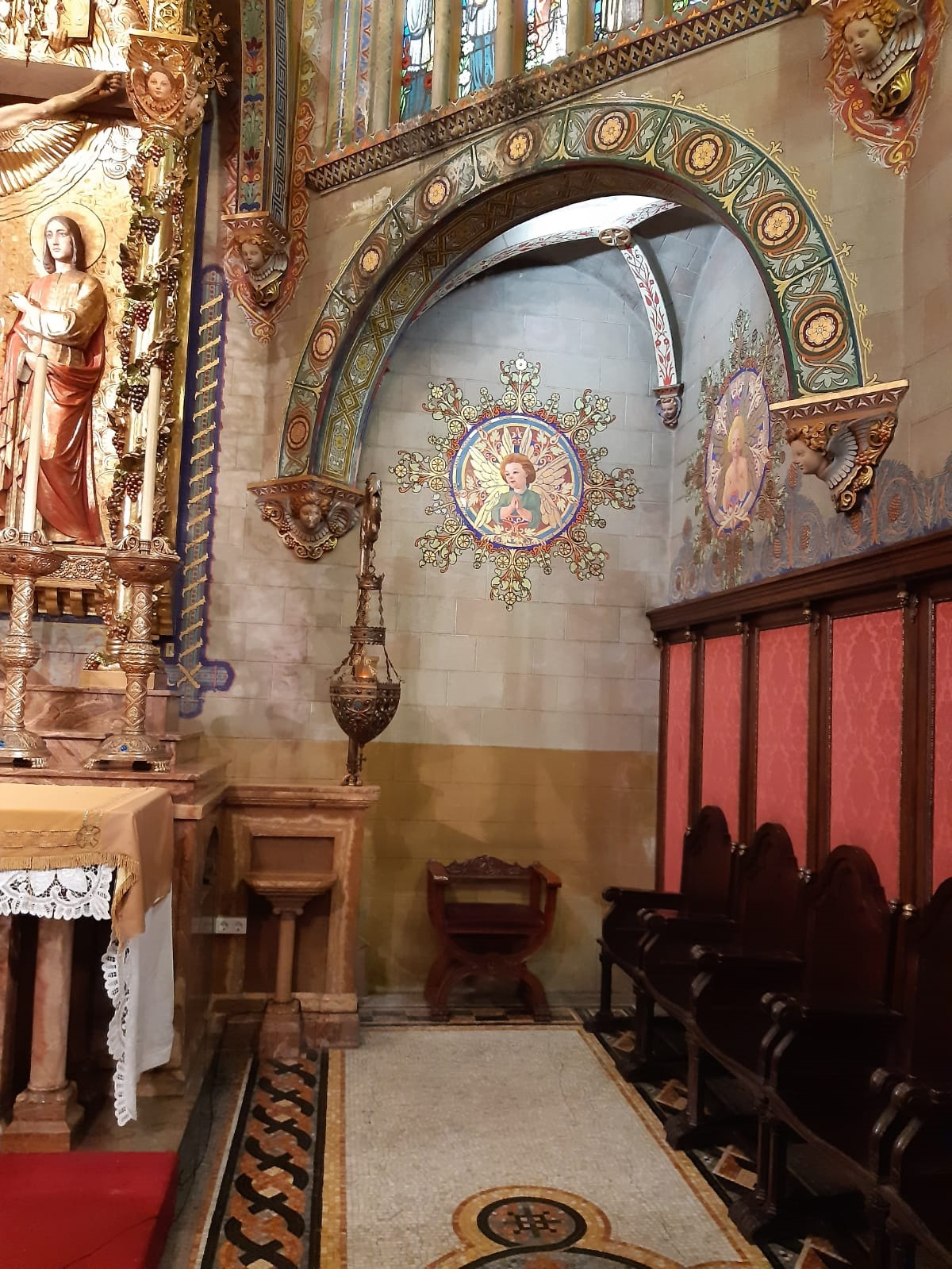
Detall de la capella
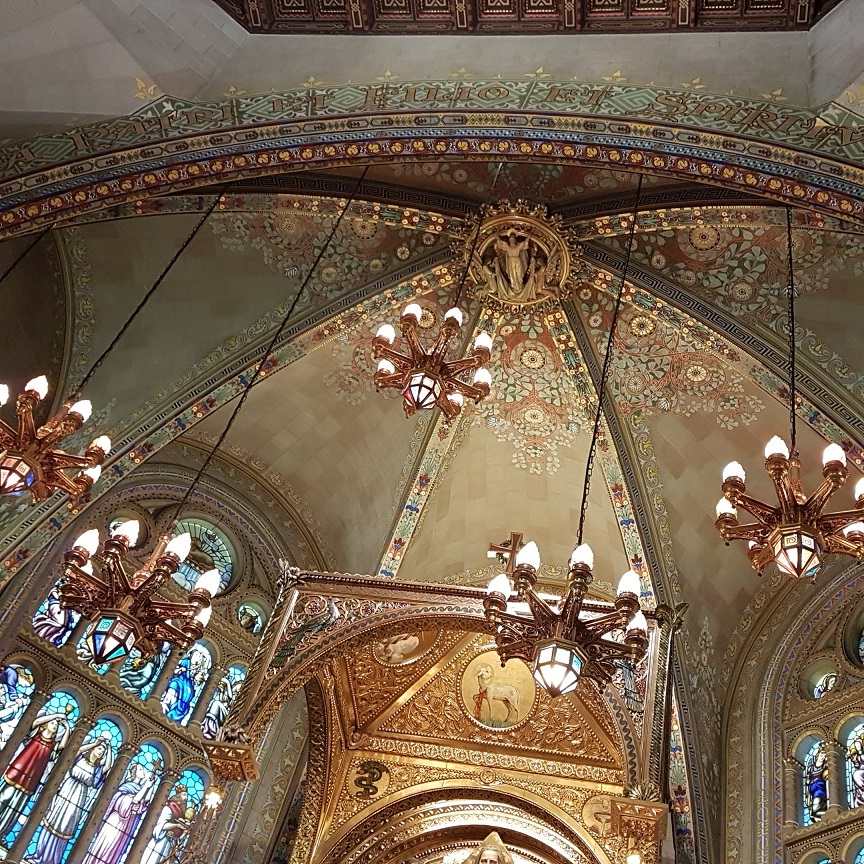
Clau de volta i llums
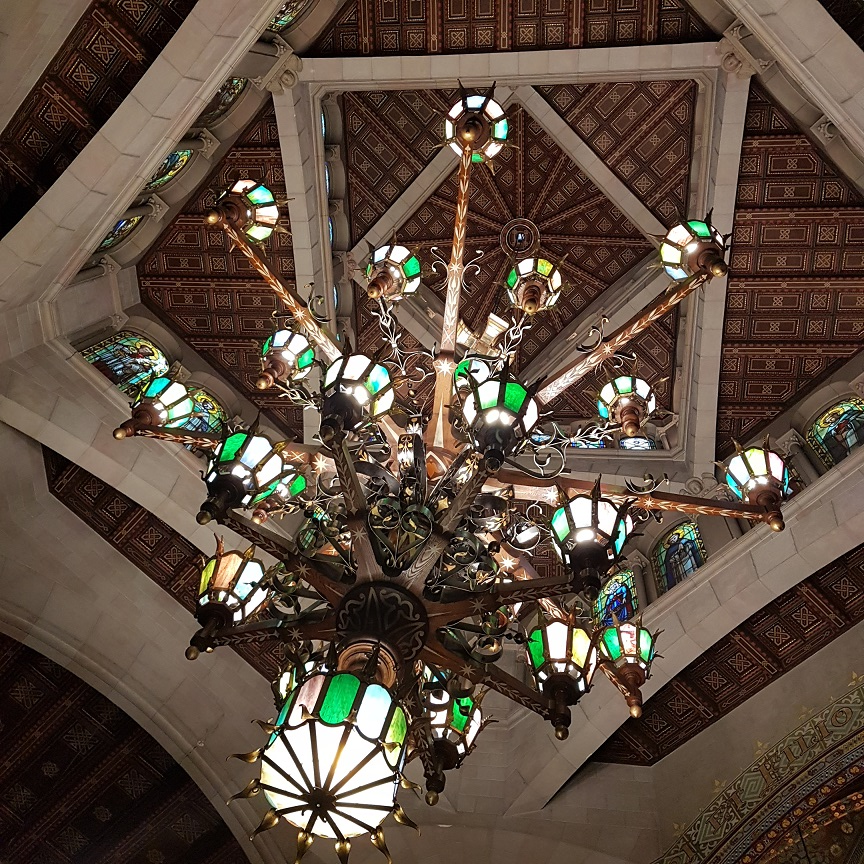
Làmpada modernista
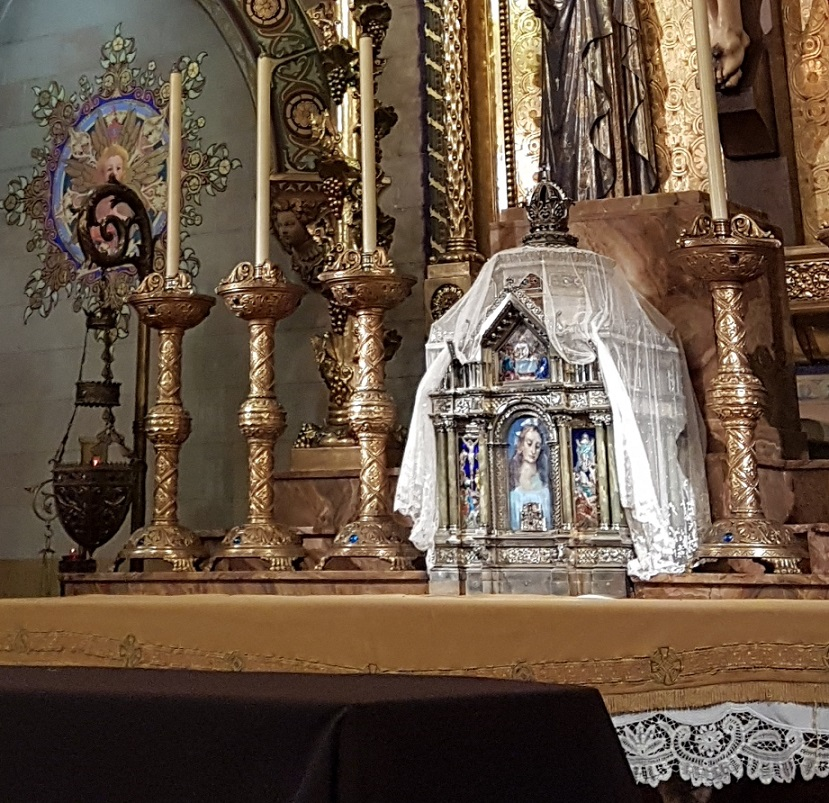
Sagrari